# Livin' La Pura Vida
«Livin' La Pura Vida» (укр. «Жити у стилі пура віда») — сьома серія тридцять першого сезону мультсеріалу «Сімпсони», прем'єра якої відбулась 17 листопада 2019 року у США на телеканалі «Fox».

## Сюжет
Коли Мардж забирає Барта з ночівлі в будинку Ван Гутенів, Луан запрошує сім'ю Сімпсонів на щорічну поїздку до Коста-Рики. Вдома решта сім'я швидко погоджується. Тієї ночі Ліса підслуховує розмову Гомера та Мардж, які обговорюють, наскільки дорогою буде подорож, і швидко сама переживає через гроші.
В аеропорту перед мультисімейною відпусткою Сімпсони зустрічаються з родиною Ван Гутенів, сім'єю Гіббертів, Чалмерзом та його дочкою Шоною, а також Патті та її новою дівчиною Евелін. Хоча Гомер намагається бути прихильним до Евелін заради Патті, Евелін відверто зневажає його після того, що вона почула про нього від Патті.
Після прибуття до Коста-Рики Ліса стає більше стурбованою витратами на подорож. Тим часом Кірк заздалегідь відстежує всі витрати і наприкінці розділить чеки. За вечерею у будинку відпочинку Гомер та Евелін швидко виявляють, що у них багато спільного. Наступного ранку вони залишаються на пляжі, поки решта гостей вирушають на шопінг. Однак, коли група повертається, то знаходить пару п'яною і вигорілих на сонці. Вони, до того ж впустили місцевих мавп, які розгромили все місце. Мардж розлючена на Гомера і змушує його пообіцяти поводитись до кінця поїздки, щоб вона могла отримати ідеальне фото їхнього відпочинку. Біля водоспаду Гомер і Мардж роблять ідеальну фотографію своєї відпустки, але хвиля від бризок Евелін збиває телефон у воду. За вечерею Патті звинувачує пригнічену Мардж у тому, що вона змусила Гомера знизити свою дівчину до його рівня. Мардж зазначає, як Евелін погано впливає на Гомера, оскільки вона діє так само, як він. Коли Патті це усвідомлює, то жахається і різко кидає Евелін тієї ночі.
Тим часом Барт помічає Лісу засмученою, і вона розкриває йому свої фінансові занепокоєння, тому Барт пропонує показати батькам витрати в книзі Кірка. Вони пробираються до спальні, щоб шукати докази. Під ліжком вони знаходять, як вважає Ліса, рідкісні безцінні артефакти, схожі на перли. Дівчинка вирішує викрити «контрабанду» Ван Гутенів за обідом, але Кірк відмовляє їй, вказуючи, що це лише — сувенірні сільниці та перечниця: вони мали бути подарунком для сімей.
Наступного ранку Сімпсони вирішують залишити поїздку, і Кірк швидко виставляє рахунок. Як помсту за те, що Кірк звинувачує їх у зіпсуванні поїздки, сім'я пробирається назад у спальню, щоб взяти свої сільницю та перечницю. Під час цього ненавмисно виявляє картину дослідника Кіркедеміоза Ван Гутена, який побудував цей будинок, що і досі належить Ван Гутенам. Вони звинувачуються у тому те, що змусили людей платити за поїздку за власні гроші, поки вони отримують будинок безкоштовно. Під час метушні Мардж вибачається перед Патті, що спричинила її розрив з Евеліною. Вона говорить сестрі, що, хоча Гомер її ненавидить, Евелін кохає її більше, ніж будь-що інше у світі. Згодом Патті погоджується помиритися з Евелін.
Кірк з гіркістю повертає сім'ям гроші назад. Гомер хоче повернутися до водоспаду, щоб зробити ідеальну фотографію його та Мардж, але вона переконує його, що їхні канікули — не ідеальні.
У сцені під час титрів Ван Гутени прибирають у будинку. Однак, мавпа вчинила безлад у іншій кімнаті. Кірк бореться з мавпою за контейнер для таблеток для підсилення м'язів, але вміст розливається на сім'ю, і мавпи атакують їх…

## Ставлення критиків і глядачів
Під час прем'єри серію переглянули 2,08 млн осіб з рейтингом 0.8, що зробило її найпопулярнішим шоу на каналі «Fox» тієї ночі.
Денніс Перкінс з «The A.V. Club» дав серії оцінку B+, сказавши, що серія — «одна з кращих останніх екскурсій [серій про подорожі]»
Тоні Сокол з «Den of Geek» дав серії три з п'яти зірок, сказавши, що «Сімпсони знову виправдали свою репутацію, що не відповідають стандартам громади, навіть коли стандарти знижені».
У лютому 2020 року сценарист серії Браян Келлі був номінований на премію Гільдії сценаристів Америки в області анімації 2019 року.
Згідно з голосуванням на сайті The NoHomers Club більшість фанатів оцінили серію на 4/5 із середньою оцінкою 3,81/5.